# 1796
Portal Geschichte | Portal Biografien | Aktuelle Ereignisse | Jahreskalender | Tagesartikel

◄ |
17. Jahrhundert |
18. Jahrhundert
| 19. Jahrhundert | ►

◄ |
1760er |
1770er |
1780er |
1790er
| 1800er | 1810er | 1820er | ►

◄◄ |
◄ |
1792 |
1793 |
1794 |
1795 |
1796
| 1797 | 1798 | 1799 | 1800 | ► | ►►
Staatsoberhäupter · Wahlen · Nekrolog   · Musikjahr
| Januar | Januar | Januar | Januar | Januar | Januar | Januar | Januar |
| Kw     | Mo     | Di     | Mi     | Do     | Fr     | Sa     | So     |
| ------ | ------ | ------ | ------ | ------ | ------ | ------ | ------ |
| 53     |        |        |        |        | 1      | 2      | 3      |
| 1      | 4      | 5      | 6      | 7      | 8      | 9      | 10     |
| 2      | 11     | 12     | 13     | 14     | 15     | 16     | 17     |
| 3      | 18     | 19     | 20     | 21     | 22     | 23     | 24     |
| 4      | 25     | 26     | 27     | 28     | 29     | 30     | 31     |

| Februar | Februar | Februar | Februar | Februar | Februar | Februar | Februar |
| Kw      | Mo      | Di      | Mi      | Do      | Fr      | Sa      | So      |
| ------- | ------- | ------- | ------- | ------- | ------- | ------- | ------- |
| 5       | 1       | 2       | 3       | 4       | 5       | 6       | 7       |
| 6       | 8       | 9       | 10      | 11      | 12      | 13      | 14      |
| 7       | 15      | 16      | 17      | 18      | 19      | 20      | 21      |
| 8       | 22      | 23      | 24      | 25      | 26      | 27      | 28      |
| 9       | 29      |         |         |         |         |         |         |

| März | März | März | März | März | März | März | März |
| Kw   | Mo   | Di   | Mi   | Do   | Fr   | Sa   | So   |
| ---- | ---- | ---- | ---- | ---- | ---- | ---- | ---- |
| 9    |      | 1    | 2    | 3    | 4    | 5    | 6    |
| 10   | 7    | 8    | 9    | 10   | 11   | 12   | 13   |
| 11   | 14   | 15   | 16   | 17   | 18   | 19   | 20   |
| 12   | 21   | 22   | 23   | 24   | 25   | 26   | 27   |
| 13   | 28   | 29   | 30   | 31   |      |      |      |

| April | April | April | April | April | April | April | April |
| Kw    | Mo    | Di    | Mi    | Do    | Fr    | Sa    | So    |
| ----- | ----- | ----- | ----- | ----- | ----- | ----- | ----- |
| 13    |       |       |       |       | 1     | 2     | 3     |
| 14    | 4     | 5     | 6     | 7     | 8     | 9     | 10    |
| 15    | 11    | 12    | 13    | 14    | 15    | 16    | 17    |
| 16    | 18    | 19    | 20    | 21    | 22    | 23    | 24    |
| 17    | 25    | 26    | 27    | 28    | 29    | 30    |       |

| Mai | Mai | Mai | Mai | Mai | Mai | Mai | Mai |
| Kw  | Mo  | Di  | Mi  | Do  | Fr  | Sa  | So  |
| --- | --- | --- | --- | --- | --- | --- | --- |
| 17  |     |     |     |     |     |     | 1   |
| 18  | 2   | 3   | 4   | 5   | 6   | 7   | 8   |
| 19  | 9   | 10  | 11  | 12  | 13  | 14  | 15  |
| 20  | 16  | 17  | 18  | 19  | 20  | 21  | 22  |
| 21  | 23  | 24  | 25  | 26  | 27  | 28  | 29  |
| 22  | 30  | 31  |     |     |     |     |     |

| Juni | Juni | Juni | Juni | Juni | Juni | Juni | Juni |
| Kw   | Mo   | Di   | Mi   | Do   | Fr   | Sa   | So   |
| ---- | ---- | ---- | ---- | ---- | ---- | ---- | ---- |
| 22   |      |      | 1    | 2    | 3    | 4    | 5    |
| 23   | 6    | 7    | 8    | 9    | 10   | 11   | 12   |
| 24   | 13   | 14   | 15   | 16   | 17   | 18   | 19   |
| 25   | 20   | 21   | 22   | 23   | 24   | 25   | 26   |
| 26   | 27   | 28   | 29   | 30   |      |      |      |

| Juli | Juli | Juli | Juli | Juli | Juli | Juli | Juli |
| Kw   | Mo   | Di   | Mi   | Do   | Fr   | Sa   | So   |
| ---- | ---- | ---- | ---- | ---- | ---- | ---- | ---- |
| 26   |      |      |      |      | 1    | 2    | 3    |
| 27   | 4    | 5    | 6    | 7    | 8    | 9    | 10   |
| 28   | 11   | 12   | 13   | 14   | 15   | 16   | 17   |
| 29   | 18   | 19   | 20   | 21   | 22   | 23   | 24   |
| 30   | 25   | 26   | 27   | 28   | 29   | 30   | 31   |

| August | August | August | August | August | August | August | August |
| Kw     | Mo     | Di     | Mi     | Do     | Fr     | Sa     | So     |
| ------ | ------ | ------ | ------ | ------ | ------ | ------ | ------ |
| 31     | 1      | 2      | 3      | 4      | 5      | 6      | 7      |
| 32     | 8      | 9      | 10     | 11     | 12     | 13     | 14     |
| 33     | 15     | 16     | 17     | 18     | 19     | 20     | 21     |
| 34     | 22     | 23     | 24     | 25     | 26     | 27     | 28     |
| 35     | 29     | 30     | 31     |        |        |        |        |

| September | September | September | September | September | September | September | September |
| Kw        | Mo        | Di        | Mi        | Do        | Fr        | Sa        | So        |
| --------- | --------- | --------- | --------- | --------- | --------- | --------- | --------- |
| 35        |           |           |           | 1         | 2         | 3         | 4         |
| 36        | 5         | 6         | 7         | 8         | 9         | 10        | 11        |
| 37        | 12        | 13        | 14        | 15        | 16        | 17        | 18        |
| 38        | 19        | 20        | 21        | 22        | 23        | 24        | 25        |
| 39        | 26        | 27        | 28        | 29        | 30        |           |           |

| Oktober | Oktober | Oktober | Oktober | Oktober | Oktober | Oktober | Oktober |
| Kw      | Mo      | Di      | Mi      | Do      | Fr      | Sa      | So      |
| ------- | ------- | ------- | ------- | ------- | ------- | ------- | ------- |
| 39      |         |         |         |         |         | 1       | 2       |
| 40      | 3       | 4       | 5       | 6       | 7       | 8       | 9       |
| 41      | 10      | 11      | 12      | 13      | 14      | 15      | 16      |
| 42      | 17      | 18      | 19      | 20      | 21      | 22      | 23      |
| 43      | 24      | 25      | 26      | 27      | 28      | 29      | 30      |
| 44      | 31      |         |         |         |         |         |         |

| November | November | November | November | November | November | November | November |
| Kw       | Mo       | Di       | Mi       | Do       | Fr       | Sa       | So       |
| -------- | -------- | -------- | -------- | -------- | -------- | -------- | -------- |
| 44       |          | 1        | 2        | 3        | 4        | 5        | 6        |
| 45       | 7        | 8        | 9        | 10       | 11       | 12       | 13       |
| 46       | 14       | 15       | 16       | 17       | 18       | 19       | 20       |
| 47       | 21       | 22       | 23       | 24       | 25       | 26       | 27       |
| 48       | 28       | 29       | 30       |          |          |          |          |

| Dezember | Dezember | Dezember | Dezember | Dezember | Dezember | Dezember | Dezember |
| Kw       | Mo       | Di       | Mi       | Do       | Fr       | Sa       | So       |
| -------- | -------- | -------- | -------- | -------- | -------- | -------- | -------- |
| 48       |          |          |          | 1        | 2        | 3        | 4        |
| 49       | 5        | 6        | 7        | 8        | 9        | 10       | 11       |
| 50       | 12       | 13       | 14       | 15       | 16       | 17       | 18       |
| 51       | 19       | 20       | 21       | 22       | 23       | 24       | 25       |
| 52       | 26       | 27       | 28       | 29       | 30       | 31       |          |

| Januar | Januar | Januar | Januar | Januar | Januar | Januar | Januar |
| Kw     | Mo     | Di     | Mi     | Do     | Fr     | Sa     | So     |
| ------ | ------ | ------ | ------ | ------ | ------ | ------ | ------ |
| 53     |        |        |        |        | 1      | 2      | 3      |
| 1      | 4      | 5      | 6      | 7      | 8      | 9      | 10     |
| 2      | 11     | 12     | 13     | 14     | 15     | 16     | 17     |
| 3      | 18     | 19     | 20     | 21     | 22     | 23     | 24     |
| 4      | 25     | 26     | 27     | 28     | 29     | 30     | 31     |

| Februar | Februar | Februar | Februar | Februar | Februar | Februar | Februar |
| Kw      | Mo      | Di      | Mi      | Do      | Fr      | Sa      | So      |
| ------- | ------- | ------- | ------- | ------- | ------- | ------- | ------- |
| 5       | 1       | 2       | 3       | 4       | 5       | 6       | 7       |
| 6       | 8       | 9       | 10      | 11      | 12      | 13      | 14      |
| 7       | 15      | 16      | 17      | 18      | 19      | 20      | 21      |
| 8       | 22      | 23      | 24      | 25      | 26      | 27      | 28      |
| 9       | 29      |         |         |         |         |         |         |

| März | März | März | März | März | März | März | März |
| Kw   | Mo   | Di   | Mi   | Do   | Fr   | Sa   | So   |
| ---- | ---- | ---- | ---- | ---- | ---- | ---- | ---- |
| 9    |      | 1    | 2    | 3    | 4    | 5    | 6    |
| 10   | 7    | 8    | 9    | 10   | 11   | 12   | 13   |
| 11   | 14   | 15   | 16   | 17   | 18   | 19   | 20   |
| 12   | 21   | 22   | 23   | 24   | 25   | 26   | 27   |
| 13   | 28   | 29   | 30   | 31   |      |      |      |

| April | April | April | April | April | April | April | April |
| Kw    | Mo    | Di    | Mi    | Do    | Fr    | Sa    | So    |
| ----- | ----- | ----- | ----- | ----- | ----- | ----- | ----- |
| 13    |       |       |       |       | 1     | 2     | 3     |
| 14    | 4     | 5     | 6     | 7     | 8     | 9     | 10    |
| 15    | 11    | 12    | 13    | 14    | 15    | 16    | 17    |
| 16    | 18    | 19    | 20    | 21    | 22    | 23    | 24    |
| 17    | 25    | 26    | 27    | 28    | 29    | 30    |       |

| Mai | Mai | Mai | Mai | Mai | Mai | Mai | Mai |
| Kw  | Mo  | Di  | Mi  | Do  | Fr  | Sa  | So  |
| --- | --- | --- | --- | --- | --- | --- | --- |
| 17  |     |     |     |     |     |     | 1   |
| 18  | 2   | 3   | 4   | 5   | 6   | 7   | 8   |
| 19  | 9   | 10  | 11  | 12  | 13  | 14  | 15  |
| 20  | 16  | 17  | 18  | 19  | 20  | 21  | 22  |
| 21  | 23  | 24  | 25  | 26  | 27  | 28  | 29  |
| 22  | 30  | 31  |     |     |     |     |     |

| Juni | Juni | Juni | Juni | Juni | Juni | Juni | Juni |
| Kw   | Mo   | Di   | Mi   | Do   | Fr   | Sa   | So   |
| ---- | ---- | ---- | ---- | ---- | ---- | ---- | ---- |
| 22   |      |      | 1    | 2    | 3    | 4    | 5    |
| 23   | 6    | 7    | 8    | 9    | 10   | 11   | 12   |
| 24   | 13   | 14   | 15   | 16   | 17   | 18   | 19   |
| 25   | 20   | 21   | 22   | 23   | 24   | 25   | 26   |
| 26   | 27   | 28   | 29   | 30   |      |      |      |

| Juli | Juli | Juli | Juli | Juli | Juli | Juli | Juli |
| Kw   | Mo   | Di   | Mi   | Do   | Fr   | Sa   | So   |
| ---- | ---- | ---- | ---- | ---- | ---- | ---- | ---- |
| 26   |      |      |      |      | 1    | 2    | 3    |
| 27   | 4    | 5    | 6    | 7    | 8    | 9    | 10   |
| 28   | 11   | 12   | 13   | 14   | 15   | 16   | 17   |
| 29   | 18   | 19   | 20   | 21   | 22   | 23   | 24   |
| 30   | 25   | 26   | 27   | 28   | 29   | 30   | 31   |

| August | August | August | August | August | August | August | August |
| Kw     | Mo     | Di     | Mi     | Do     | Fr     | Sa     | So     |
| ------ | ------ | ------ | ------ | ------ | ------ | ------ | ------ |
| 31     | 1      | 2      | 3      | 4      | 5      | 6      | 7      |
| 32     | 8      | 9      | 10     | 11     | 12     | 13     | 14     |
| 33     | 15     | 16     | 17     | 18     | 19     | 20     | 21     |
| 34     | 22     | 23     | 24     | 25     | 26     | 27     | 28     |
| 35     | 29     | 30     | 31     |        |        |        |        |

| September | September | September | September | September | September | September | September |
| Kw        | Mo        | Di        | Mi        | Do        | Fr        | Sa        | So        |
| --------- | --------- | --------- | --------- | --------- | --------- | --------- | --------- |
| 35        |           |           |           | 1         | 2         | 3         | 4         |
| 36        | 5         | 6         | 7         | 8         | 9         | 10        | 11        |
| 37        | 12        | 13        | 14        | 15        | 16        | 17        | 18        |
| 38        | 19        | 20        | 21        | 22        | 23        | 24        | 25        |
| 39        | 26        | 27        | 28        | 29        | 30        |           |           |

| Oktober | Oktober | Oktober | Oktober | Oktober | Oktober | Oktober | Oktober |
| Kw      | Mo      | Di      | Mi      | Do      | Fr      | Sa      | So      |
| ------- | ------- | ------- | ------- | ------- | ------- | ------- | ------- |
| 39      |         |         |         |         |         | 1       | 2       |
| 40      | 3       | 4       | 5       | 6       | 7       | 8       | 9       |
| 41      | 10      | 11      | 12      | 13      | 14      | 15      | 16      |
| 42      | 17      | 18      | 19      | 20      | 21      | 22      | 23      |
| 43      | 24      | 25      | 26      | 27      | 28      | 29      | 30      |
| 44      | 31      |         |         |         |         |         |         |

| November | November | November | November | November | November | November | November |
| Kw       | Mo       | Di       | Mi       | Do       | Fr       | Sa       | So       |
| -------- | -------- | -------- | -------- | -------- | -------- | -------- | -------- |
| 44       |          | 1        | 2        | 3        | 4        | 5        | 6        |
| 45       | 7        | 8        | 9        | 10       | 11       | 12       | 13       |
| 46       | 14       | 15       | 16       | 17       | 18       | 19       | 20       |
| 47       | 21       | 22       | 23       | 24       | 25       | 26       | 27       |
| 48       | 28       | 29       | 30       |          |          |          |          |

| Dezember | Dezember | Dezember | Dezember | Dezember | Dezember | Dezember | Dezember |
| Kw       | Mo       | Di       | Mi       | Do       | Fr       | Sa       | So       |
| -------- | -------- | -------- | -------- | -------- | -------- | -------- | -------- |
| 48       |          |          |          | 1        | 2        | 3        | 4        |
| 49       | 5        | 6        | 7        | 8        | 9        | 10       | 11       |
| 50       | 12       | 13       | 14       | 15       | 16       | 17       | 18       |
| 51       | 19       | 20       | 21       | 22       | 23       | 24       | 25       |
| 52       | 26       | 27       | 28       | 29       | 30       | 31       |          |

## Ereignisse

### Politik und Weltgeschehen

#### Erster Koalitionskrieg in Europa
- 16. Januar: Erstmals allgemeine und freie Wahlen in den Niederlanden für die Nationalversammlung der Batavischen Republik

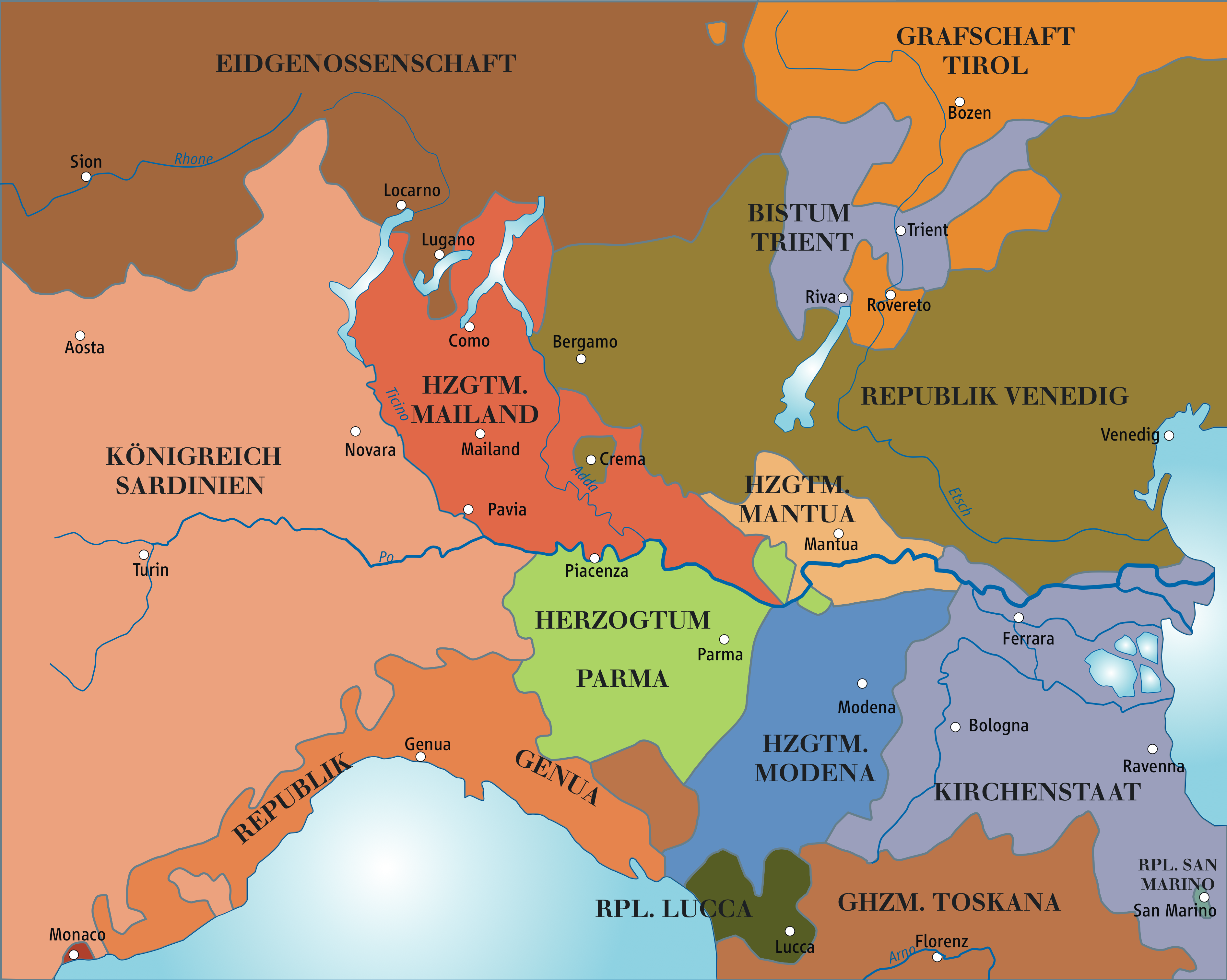
Norditalien 1796

- 2. März: Napoleon Bonaparte wird im ersten Koalitionskrieg vom französischen Direktorium mit dem Oberbefehl über die Italienarmee betraut. Die Berufung erreicht ihn bei Vorbereitungen zur Hochzeit mit Joséphine de Beauharnais. Am 11. März reist er zum anstehenden Italienfeldzug ab.

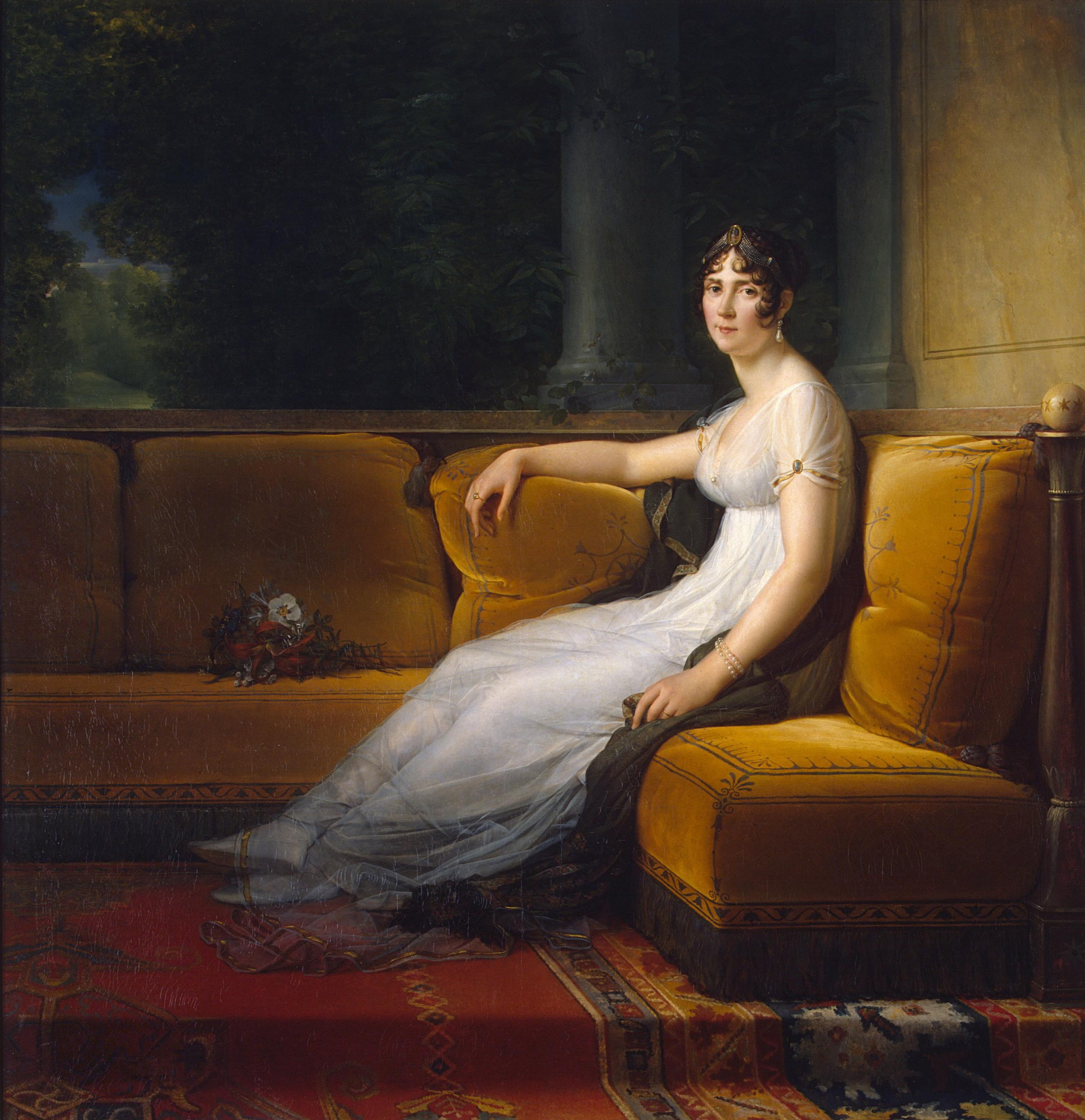
Joséphine de Beauharnais (Gemälde von François Gérard)

- 9. März: Napoleon Bonaparte heiratet Joséphine de Beauharnais, Witwe des hingerichteten Generals Alexandre de Beauharnais und Mätresse von Paul de Barras.
- 11. März: Napoleon Bonaparte bricht nach Italien auf. Seine französische Armee zählt 37.600 Mann, die österreichischen und italienischen Truppen 50.000.
- 10. April: Napoleon Bonaparte beginnt mit seiner Armee den Italienfeldzug.
- 12. April: Im Italienfeldzug erringt Napoleon Bonaparte mit seiner Armee in der Schlacht bei Montenotte den ersten Sieg. Er bezwingt österreichisch-sardische Truppen unter dem Befehl des Generals Jean-Pierre de Beaulieu.
- 13. April: In der Schlacht bei Millesimo siegen die französischen Truppen während des napoleonischen Italienfeldzugs über eine piemontesische Armee, die den Zugang zu ihrem Land schützen will.
- 15. April: Beim Italienfeldzug verbucht Napoleon Bonaparte in der Schlacht von Dego einen Sieg über ein österreichisch-piemontesisches Armeekorps.
- 22. April: In der Schlacht bei Mondovì besiegen Frankreichs Truppen unter Napoleon Bonaparte die Armee aus Piemont.
- 26. April: Die Republik Alba wird als französische Tochterrepublik gegründet.
- 28. April: Nach dem französischen Sieg bei Mondovi schließt Napoleon Bonaparte mit König Viktor Amadeus III. von Sardinien-Piemont einen Waffenstillstand in Cherasco.
- 7. Mai: Napoleon Bonaparte marschiert längs des Po und überquert den Fluss bei Piacenza mit 1.500 Kavalleristen und 3.500 Elitesoldaten, die französischen Hauptarmee folgt dahinter.
- 10. Mai: Der französische Jakobiner François Noël Babeuf und viele seiner Genossen werden unter dem Vorwurf verhaftet, einen bewaffneten Aufstand geplant zu haben. Unter den Verhafteten sind unter anderem Augustin Alexandre Darthé und Filippo Buonarroti, sowie Ex-Mitglieder des Konvents, Robert Lindet, Jean-Baptiste André Amar, Marc Guillaume Alexis Vadier und Jean Baptiste Drouet.

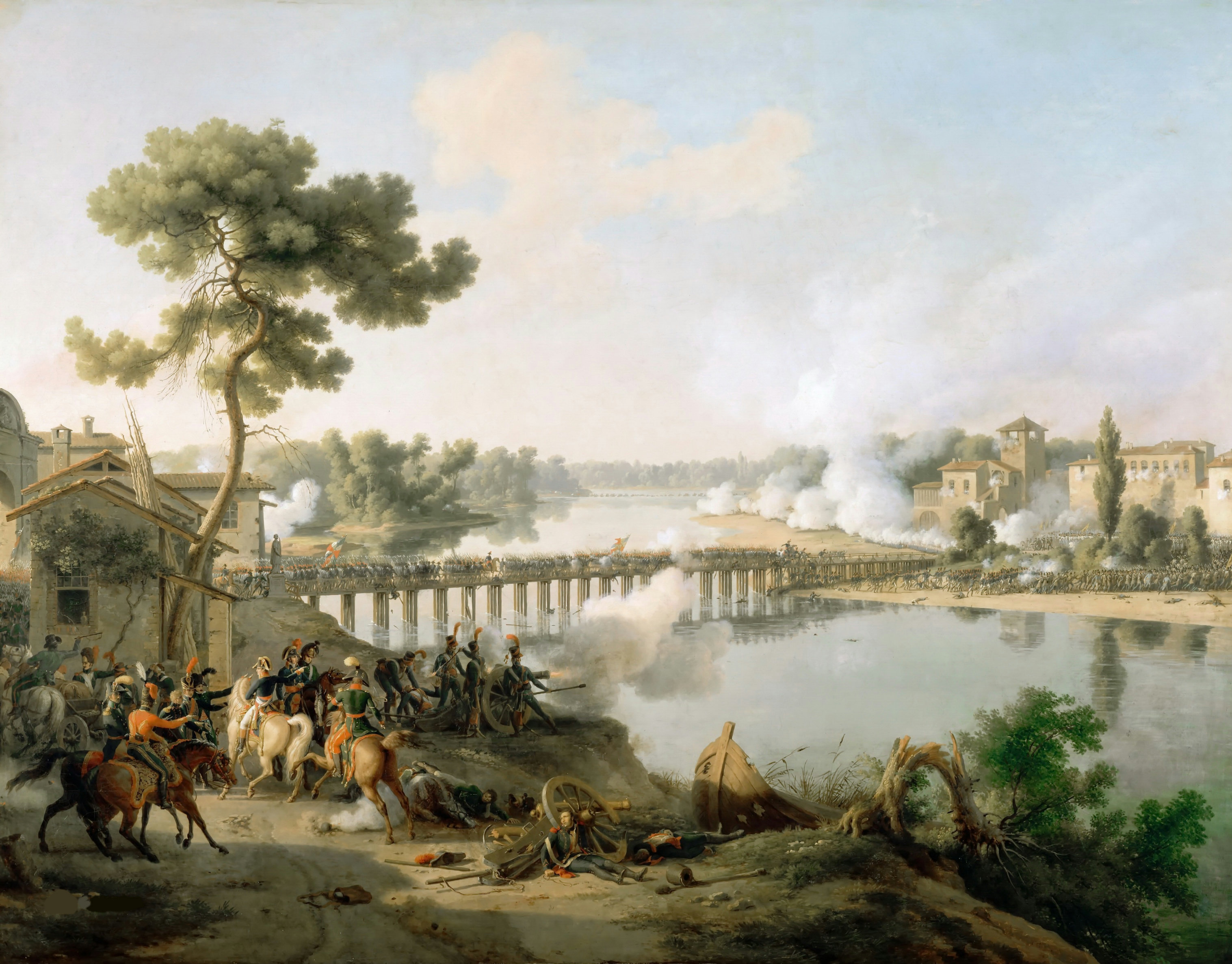
Schlacht an der Brücke von Lodi, Louis-François Lejeune

- 10. Mai: In der Schlacht bei Lodi besiegen französische Truppen unter Napoleon eine österreichische Armee in Norditalien.
- 15. Mai: Im Vertrag von Paris akzeptiert das Haus Savoyen die Annexion des Herzogtums Savoyen und der Grafschaft Nizza durch Frankreich.

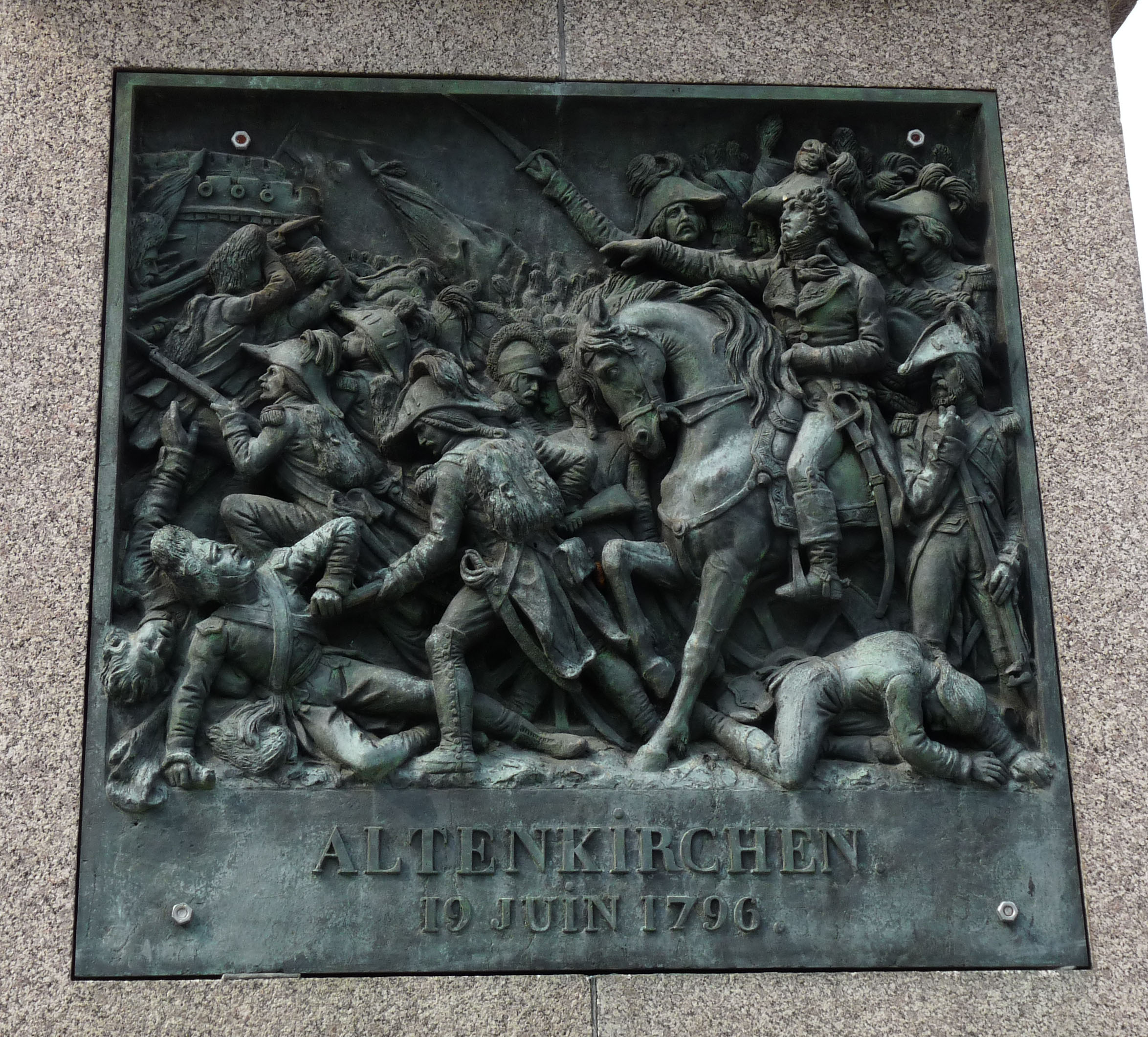
Die Schlacht bei Altenkirchen, Flachrelief von Philippe Grass auf dem Denkmal für General Kléber in Straßburg

- 4. Juni: In der Schlacht bei Altenkirchen sind im Ersten Koalitionskrieg die Franzosen unter Nicolas Jean-de-Dieu Soult siegreich gegenüber österreichischen Truppen, die Erzherzog Karl befehligt.
- 15. Juni: In der Schlacht bei Wetzlar wird die französische Sambre-Maas-Armee unter Jourdan von den Österreichern unter Erzherzog Karl von Österreich geschlagen.
- 19. Juni: Schlacht bei Kircheib/Uckerath wird die französische Sambre-Maas-Armee unter Jourdan von den Österreichern unter Erzherzog Karl von Österreich erneut geschlagen. Die Franzosen müssen sich über den Rhein zurückziehen.
- 9. Juli: In der Schlacht bei Malsch erringt die österreichische Armee einen Sieg, nachdem die Franzosen sich vom Schlachtfeld zurückgezogen haben. Der Erfolg ist jedoch nur von kurzer Dauer. Wenig später kontrollieren französische Truppen die Rheinebene.
- 15. Juli: Französische Truppen unter General Jean-Baptiste Kléber erobern nach vorangegangenem Bombardement Frankfurt am Main.
- 5. August: Ein von Feldmarschall Dagobert Sigmund von Wurmser geleiteter österreichischer Angriff auf die im Italienfeldzug Napoleon Bonapartes ins Land eingedrungenen Franzosen wird in der Schlacht bei Castiglione von den Invasoren abgewehrt.
- 7. August: Württemberg tritt seinen linksrheinischen Besitz Mömpelgard im Pariser Frieden an Frankreich gegen die Zusicherung späterer Entschädigung ab.
- 19. August: Im 2. Vertrag von Ildefonso schließen das spanische Königreich und die französische Republik einen gegen England gerichteten Vertrag.
- 22. August: Einer österreichischen Übermacht gelingt es, im Ersten Koalitionskrieg die Franzosen in der Schlacht von Deining vom Vormarsch auf Regensburg abzuhalten.
- 24. August: Im ersten Koalitionskrieg besiegt der Erzherzog Karl von Österreich mit seinen Truppen in der Schlacht bei Amberg das Heer des französischen Marschalls Jean-Baptiste Jourdan.
- 25. August: In einem Separatfrieden zwischen Sigismund von Reitzenstein im Namen der Markgrafschaft Baden und Frankreich muss Baden seine Besitzungen am linken Rheinufer an Frankreich abtreten und hohe Reparationszahlungen leisten. Außerdem soll der geflohene Markgraf Karl Friedrich auf seinen Status als Reichsfürst verzichten.
- 2. September: Die Reichsstadt Nürnberg schließt auf Druck ihrer Bürger nach erlebter französischer Besetzung im Ersten Koalitionskrieg einen Vertrag, der die Stadt preußischer Landeshoheit unterstellen soll. Die Bestätigung durch die preußische Regierung bleibt später aus außenpolitischen Rücksichtnahmen und der nötigen Übernahme der Nürnberger Schuldenlast aus.
- 3. September: Im ersten Koalitionskrieg besiegt der Erzherzog Karl von Österreich mit seiner Armee in der Schlacht von Würzburg Frankreichs Truppen unter dem Befehl des Marschalls Jean-Baptiste Jourdan. Die zweite Niederlage nach der vorausgegangenen Schlacht bei Amberg am 24. August veranlasst Jourdan, sein Kommando niederzulegen.

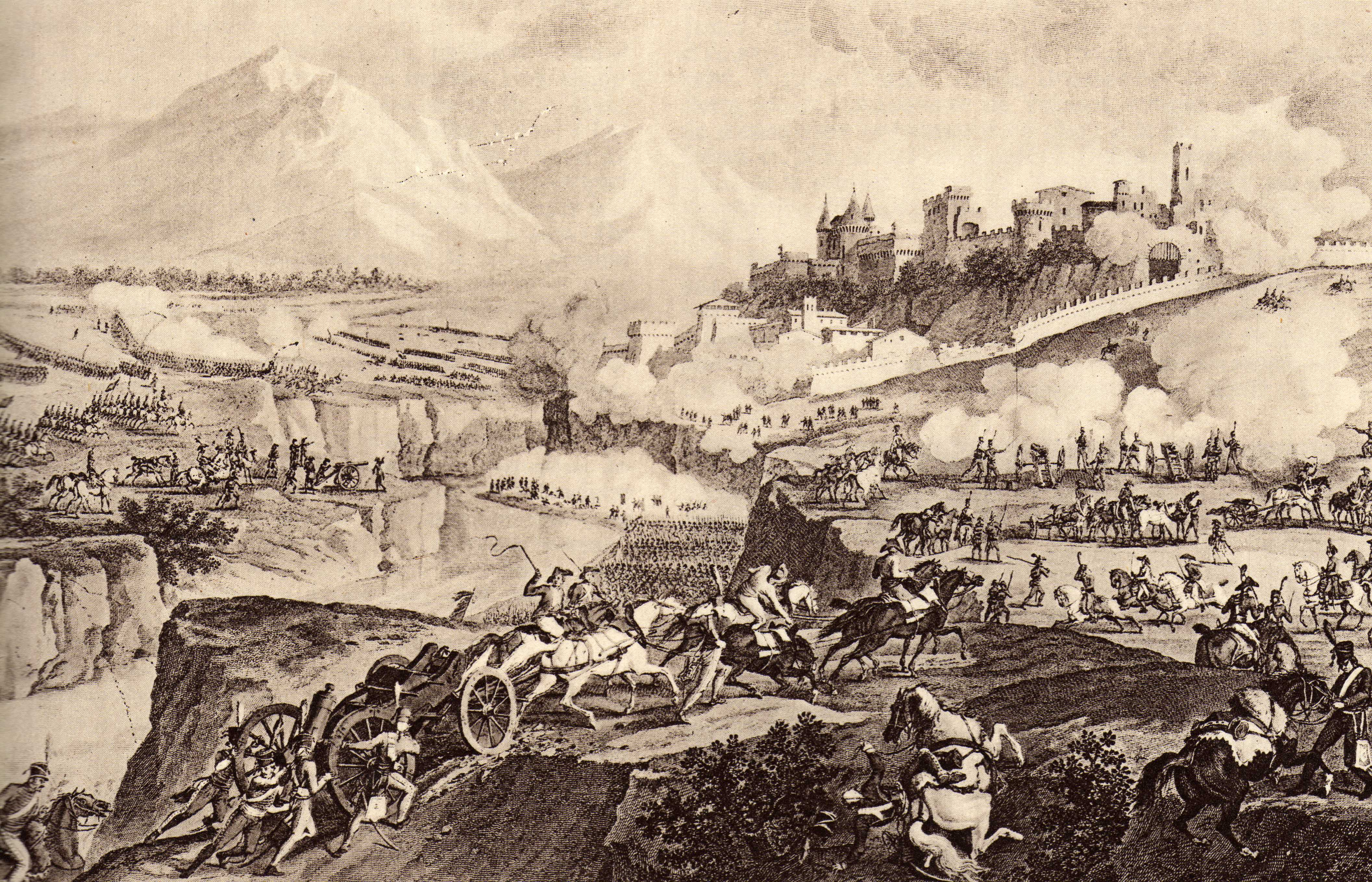
Schlacht von Rovereto, Kupferstich Anfang 19. Jhd.

- 4. September: Im Ersten Koalitionskrieg bezwingt die französische Italien-Armee in der Schlacht bei Rovereto gegnerische österreichische Einheiten.
- 8. September: In der Schlacht bei Bassano während des Ersten Koalitionskrieges unterliegen österreichische Streitkräfte unter General Dagobert Sigmund von Wurmser in Oberitalien einer von Napoleon Bonaparte geführten französischen Armee.
- 16. September: Schlacht bei Limburg
- 8. Oktober: Spanien erklärt England den Krieg.

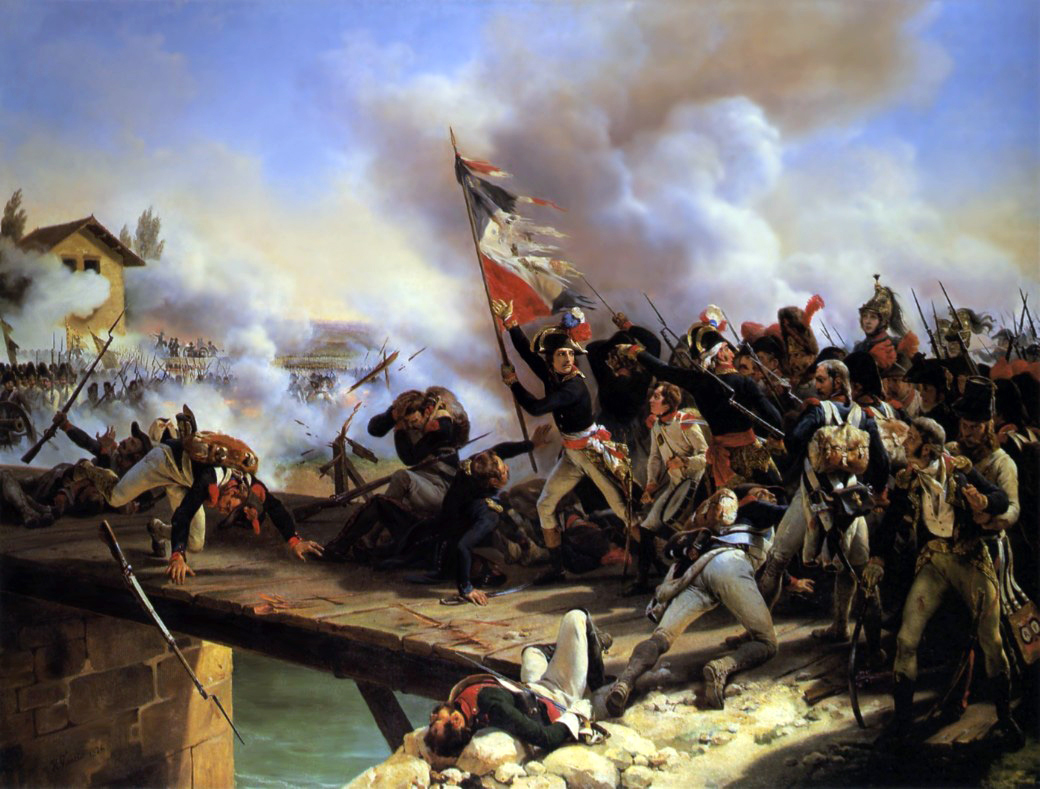
Die Schlacht an der Brücke von Arcole, Horace Vernet

- 17. November: Erster Koalitionskrieg: In der Schlacht bei Arcole (Italien) siegen die Franzosen unter Napoleon Bonaparte über die Österreicher

#### Russisch-Persischer Krieg
- April: Russische Truppen brechen in den Kaukasus auf. Der Russisch-Persische Krieg beginnt.
- 13. Juni: Russische Truppen erobern das Khanat Baku.
- 17. November: Katharina II. stirbt plötzlich an einem Schlaganfall. Ihr ungeliebter Sohn Paul, den sie zeitlebens von den Regierungsgeschäften ferngehalten hatte, tritt mit 42 Jahren die Nachfolge an.

#### Amerika
- 23. April: Britische Marine-Truppen erobern in der niederländischen Kolonie Guyana die Stadt Stabroek, die heutige Hauptstadt Georgetown.

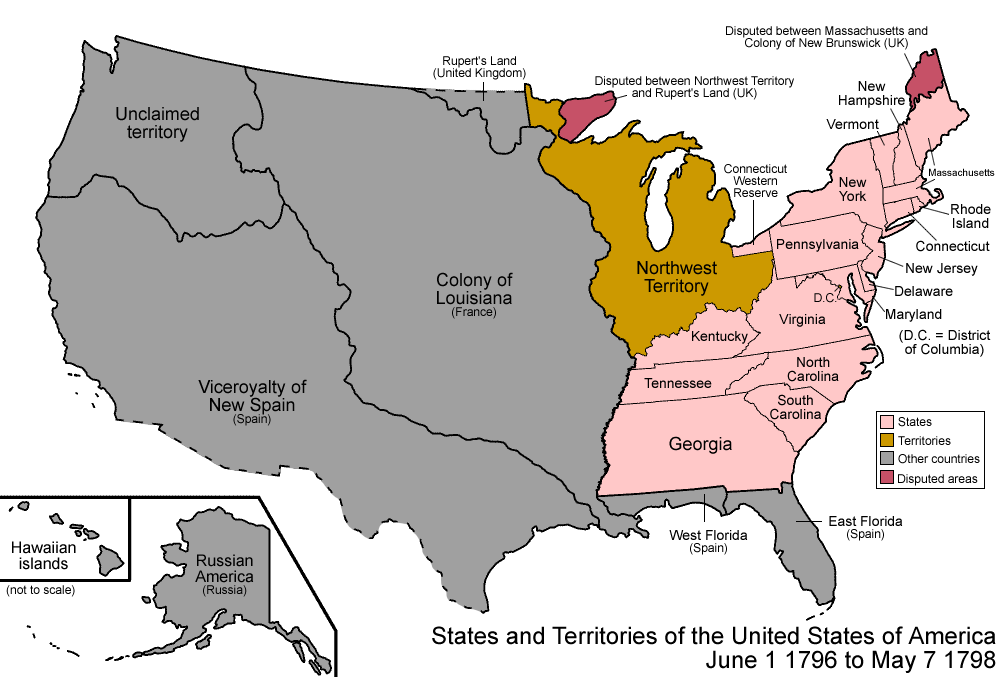
Vereinigte Staaten 1796

- 1. Juni: Das bisher von North Carolina unter dem Namen Tennessee-Territorium verwaltete Tennessee tritt den Vereinigten Staaten als 16. Bundesstaat bei.

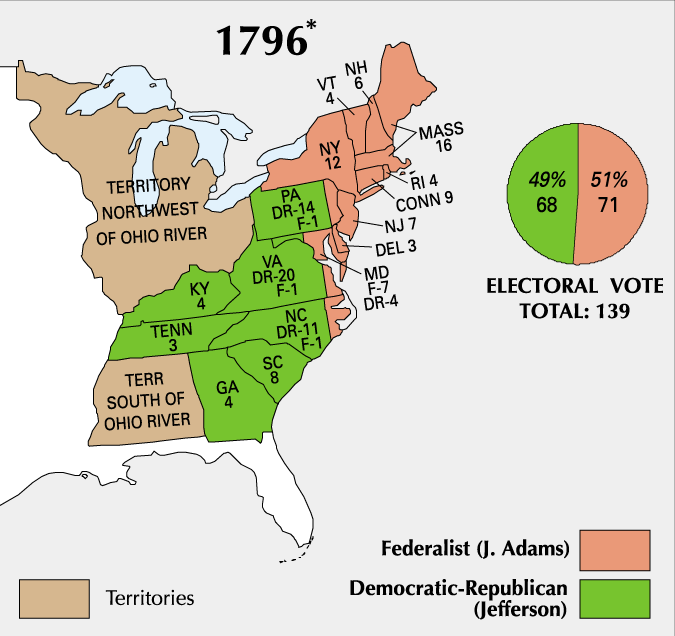
Wahlmännerstimmen pro Staat

- 4. November bis 7. Dezember: Bei der Präsidentschaftswahl in den Vereinigten Staaten 1796 erhält der Föderalist John Adams die meisten Stimmen. Der Zweitplatzierte Thomas Jefferson wird Vizepräsident.

#### Asien
- 9. Februar: Im China der Qing-Dynastie übernimmt Jiaqing als neuer Kaiser die Regierungsgeschäfte von seinem betagten Vater Qianlong.
- Beginn der britischen Herrschaft über Sri Lanka

#### Afrika
- 17. August: Durch die Kapitulation einer niederländischen Flotte in der Saldanhabucht (Südafrika) scheitert der Versuch der Batavischen Republik, die von Großbritannien besetzte Kapkolonie zurückzuerobern.
- Ntare IV. Rugamba wird Nachfolger seines Vaters Mwambutsa Syarushambo Butama als König von Burundi.

### Wissenschaft und Technik
- 29. Februar: Per königlichem Dekret wird die Real Biblioteca Pública da Corte, die spätere Nationalbibliothek von Portugal, gegründet.

1796: Siebzehneck

- 29. März: Carl Friedrich Gauß ermittelt eine Konstruktionsmethode für das Siebzehneck.
- 14. Mai: Der britische Landarzt Edward Jenner führt an James Phipps eine erfolgreiche Impfung gegen Pocken durch. Nach sechs Wochen führt Jenner bei Phipps eine Variolation mit Pockenvirus durch und stellt so die Wirksamkeit des Serums fest.
- 18. Juli: Alois Senefelder erfindet die Lithografie, ein Flachdruckverfahren.

### Kultur
- 5. Februar: Die Vereinigung patriotischer Freunde der Kunst gründet in Böhmen eine Gemäldegalerie, aus der die Nationalgalerie Prag hervorgeht.
- 26. Oktober: Uraufführung der Oper Christophe et Jérôme ou La Femme hospitalière von Henri Montan Berton an der Opéra-Comique in Paris
- Ludwig van Beethoven widmet seine drei Klaviersonaten Klaviersonate Nr. 1, Klaviersonate Nr. 2 und Klaviersonate Nr. 3 seinem Lehrer Joseph Haydn.

### Gesellschaft

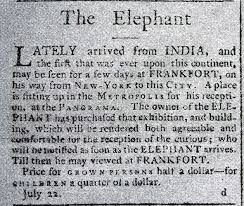
22. Juli 1796: Ankündigung für Frankford (Philadelphia) mit Eintrittspreisen

- 13. April: Mit dem Schiff America kommend betritt im New Yorker Hafen erstmals ein Elefant amerikanischen Boden. Der Unternehmer Jacob Crowninshield hat das weibliche Tier in Bengalen erworben und präsentiert es unverzüglich dem Publikum.
- 11. Mai: Der Quäker William Tuke eröffnet in York die erste private Heil- und Pflegeanstalt für Geistesgestörte The Retreat in England, eine der ersten in der Geschichte der Psychiatrie. Sie existiert noch heute.

### Katastrophen
- 16. Dezember: Beim Untergang des französischen Linienschiffs Séduisant (74 Kanonen) vor Brest sterben 680 Besatzungsmitglieder und Soldaten. Das Schiff gehört zu einer Flotte, die französische Truppen nach Irland bringen und dort eine Revolte gegen die britische Herrschaft entfachen soll.

### Sport
- Johann Christoph Friedrich GutsMuths veröffentlicht das Werk Spiele zur Übung und Erholung des Körpers und Geistes für die Jugend, ihre Erzieher und alle Freunde unschuldiger Jugendfreuden, in dem sich unter anderem erstmals Regeln für das Spiel Baseball finden.

## Geboren

### Erstes Quartal
- 07. Januar: Charlotte Augusta, britische Kronprinzessin († 1817)
- 10. Januar: Hirsch Aub, deutscher Rabbiner († 1875)
- 11. Januar: Ludwig August Busso Konstantin von der Asseburg, preußischer Hofjägermeister († 1869)
- 22. Januar: Karl Ernst Claus, Chemiker, der das Ruthenium entdeckte († 1864)
- 29. Januar: Francesco Lacedelli, Tiroler Bergsteiger, Bergführer, Schütze und Uhrmacher († 1886)
- 30. Januar: Annette von Menz, Bozener Bürgerin († 1869)
- 31. Januar: Ebenezer Jackson, US-amerikanischer Politiker († 1874)
- 31. Januar: Wilhelm Gotthelf Lohrmann, deutscher Geodät, Topograph, Astronom und Meteorologe († 1840)
- 01. Februar: Abraham Emanuel Fröhlich, Schweizer reformierter Theologe und Schriftsteller († 1865)
- 05. Februar: Johannes von Geissel, Erzbischof des Erzbistums Köln († 1864)
- 06. Februar: Joseph Karl Anrep-Elmpt, russischer Offizier († 1860)
- 09. Februar: Karl Neuhaus, Schweizer Politiker († 1849)
- 11. Februar: Giovanni Pacini, italienischer Opernkomponist († 1867)
- 13. Februar: Robert Wesselhöft, deutscher Burschenschafter und Arzt († 1852)
- 15. Februar: Pjotr Fjodorowitsch Anjou, russischer Polarforscher und Admiral († 1869)
- 17. Februar: Frederick William Beechey, englischer Polarforscher und Geograf († 1856)
- 17. Februar: Philipp Franz von Siebold, deutscher Arzt und Ethnologe († 1866)
- 21. Februar: Johann Jakob Aenishänslin, Schweizer Politiker († 1866)
- 22. Februar: Adolphe Quételet, belgischer Mathematiker, Statistiker und Astronom († 1874)
- 25. Februar: Johannes Bernhard Diepenbrock, deutscher Theologe und Historiker († 1884)
- 28. Februar: Eduard Pistorius, deutscher Genremaler und Radierer († 1862)
- 01. März: Gregor Rihar, slowenischer Komponist († 1863)
- 06. März: Charles C. Stratton, US-amerikanischer Politiker († 1859)
- 09. März: Peter van Bohlen, deutscher Orientalist († 1840)
- 12. März: Thomas Reynolds, US-amerikanischer Politiker († 1844)
- 14. März: Anton Haizinger, österreichischer Opernsänger (Tenor) († 1869)
- 15. März: Carl Christian Ullmann, reformierter Vermittlungstheologe († 1865)
- 18. März: Johann Joseph Imhoff (der Jüngere), deutscher Bildhauer († 1880)
- 18. März: Jakob Steiner, Schweizer Mathematiker († 1863)
- 20. März: Edward Gibbon Wakefield, britischer Staatsmann († 1862)
- 23. März: Laurent Imbert, französischer Missionar, Bischof und Märtyrer († 1839)
- 26. März: Bellamy Storer, US-amerikanischer Politiker († 1875)
- 26. März: Bernhard Karl Heinrich von Prittwitz, preußischer Generalmajor der Artillerie († 1881)
- 27. März: Julius Abegg, deutscher Strafrechtler († 1868)
- 31. März: Karl Howald, Schweizer Pfarrer und Chronist († 1869)

### Zweites Quartal
- 01. April: Karl Wilhelm von Bormann, belgischer General († 1874)
- 05. April: Henri Pyt, Schweizer Wanderprediger († 1835)
- 08. April: Matteo Carcassi, italienischer Gitarrist und Komponist († 1853)
- 10. April: James Bowie, texanischer Revolutionär († 1836)
- 10. April: Thomas Fitzgerald, US-amerikanischer Politiker († 1855)
- 11. April: Friedrich Bröhmer, deutscher Beamter († 1851)
- 12. April: George N. Briggs, US-amerikanischer Politiker († 1861)
- 14. April: Benjamin Bonneville, US-amerikanischer Offizier und Pionier des amerikanischen Westens († 1878)
- 14. April: Frederik Due, norwegischer Offizier und Staatsminister († 1873)
- 16. April: Louis Leresche, Schweizer evangelischer Geistlicher († 1865)
- 18. April: Theodor Märcker, deutscher Politiker († 1876)
- 19. April: Franz Anton von Gerstner, österreichischer Ingenieur († 1840)
- 22. April: Louis Germond der Ältere, Schweizer evangelischer Geistlicher († 1868)
- 24. April: Karl Immermann, deutscher Schriftsteller, Lyriker und Dramatiker († 1840)
- 25. April: Carl von Hügel, deutsch-österreichischer Diplomat, Reisender, Naturforscher und Hortologe († 1870)
- 28. April: Johann Nepomuk Zwerger, deutscher Bildhauer († 1868)
- 30. April: Adolphe Crémieux, Rechtsanwalt, Politiker und Journalist († 1880)
- 02. Mai: Mace Moulton, US-amerikanischer Politiker († 1867)
- 04. Mai: William Pennington, US-amerikanischer Politiker († 1862)
- 04. Mai: William Hickling Prescott, US-amerikanischer Historiker († 1859)
- 05. Mai: Robert Foulis, Erfinder († 1866)
- 06. Mai: Johann Adam Möhler, römisch-katholischer Theologe († 1838)
- 09. Mai: Joseph Meyer, deutscher Verleger († 1856)
- 09. Mai: August Friedrich Pauly, deutscher Philologe († 1845)
- 12. Mai: Hancock Lee Jackson, US-amerikanischer Politiker († 1876)
- 24. Mai: Friedrich Kammerer, deutscher Erfinder und Ingenieur († 1857)
- 26. Mai: Armand Joseph Bruat, französischer Admiral († 1855)
- 01. Juni: Nicolas Léonard Sadi Carnot, französischer Physiker († 1832)
- 06. Juni: Francis M. Dimond, US-amerikanischer Politiker († 1859)
- 09. Juni: Carl Ludwig Blume, deutsch-niederländischer Botaniker († 1862)
- 10. Juni: Charles Augustus FitzRoy, britischer Offizier, Politiker und Gouverneur von New South Wales († 1858)
- 10. Juni: Antun Mihanović, Autor des Textes der kroatischen Nationalhymne († 1861)
- 11. Juni: François-Louis Cailler, Schweizer Schokoladenpionier († 1852)
- 12. Juni: Joab Lawler, US-amerikanischer Politiker († 1838)
- 18. Juni: Friedrich Ernst, deutscher Landwirt und Siedler († 1848)
- 20. Juni: Luigi Amat di San Filippo e Sorso, italienischer Diplomat und Kurienkardinal († 1878)
- 24. Juni: Charles Cousin-Montauban, französischer General und Staatsmann († 1878)
- 24. Juni: Friedrich Wilhelm Hemprich, deutscher Naturforscher und Zoologe († 1825)
- 26. Juni: Jan Paweł Lelewel, polnischer Ingenieuroffizier, Freiheitskämpfer und Architekt († 1847)
- 27. Juni: Friedrich Albert Immanuel Mellin, deutscher Architekt († 1859)
- 28. Juni: Paul Camille von Denis, Ingenieur und Eisenbahnpionier († 1872)
- 28. Juni: Peter Rigler, Wiederbegründer des Deutschen Ordens († 1873)

### Drittes Quartal
- 02. Juli: Michael Thonet, deutscher Industrieller, Pionier des Möbeldesigns († 1871)
- 03. Juli: Heinrich Moritz Chalybäus, deutscher Philosoph (Hegelianismus, Theismus) († 1862)
- 04. Juli: Karl Maria von Aretin, bayerischer Historiker, Diplomat und Politiker († 1868)
- 06. Juli: Nikolaus I., russischer Zar († 1855)
- 11. Juli: Ernst von Schiller, Sohn von Friedrich und Charlotte von Schiller († 1841)
- 13. Juli: Johann Jakob Kirchhoff, Maler, Illustrator und Lithograf († 1848)
- 13. Juli: Gustav Seyffarth, deutscher Ägyptologe († 1885)
- 16. Juli: Jean-Baptiste Camille Corot, französischer Landschaftsmaler († 1875)
- 18. Juli: Immanuel Hermann Fichte, deutscher Theologe und Philosoph († 1879)
- 20. Juli: Edward Hodges, US-amerikanischer Organist und Komponist († 1867)
- 23. Juli: Franz Berwald, schwedischer Komponist und Violinist († 1868)
- 24. Juli: John Clayton, US-amerikanischer Politiker, US-Senator und Außenminister († 1856)
- 26. Juli: George Catlin, US-amerikanischer Maler, Autor und Indianerkenner († 1872)
- 28. Juli: Georg Wilhelm von Wedekind, deutscher Forstmann († 1856)
- 03. August: Anna Lühring, deutsche Soldatin († 1866)
- 12. August: Hermann Ernst Endemann, deutscher Jurist († 1846)
- 13. August: Carl August Buchholz, deutscher Orgelbauer († 1884)
- 16. August: Francis Crozier, irischer Kapitän und Polarforscher († 1848)
- 20. August: Wenzel Babinsky, böhmischer Räuber († 1879)
- 20. August: Armand-Jacques-Achille Leroy de Saint-Arnaud, französischer General und Staatsmann († 1854)
- 21. August: Asher Brown Durand, US-amerikanischer Maler († 1886)
- 25. August: James Lick, US-amerikanischer Pianobauer († 1876)
- 28. August: Urban Kreutzbach, deutscher Orgelbauer († 1868)
- 31. August: Christian Sartorius, deutscher Theologe, Pädagoge und Schriftsteller († 1872)
- 01. September: Nathaniel Berry, US-amerikanischer Politiker († 1894)
- 04. September: Karl Follen, deutscher Burschenschafter und Schriftsteller († 1840)
- 04. September: Eberhard Herwarth von Bittenfeld, preußischer Generalfeldmarschall († 1884)
- 16. September: Johann Daniel Elster, deutscher Musikprofessor und Chorleiter († 1857)
- 20. September: Robert Strange, US-amerikanischer Politiker († 1854)
- 26. September: Richard H. Bayard, US-amerikanischer Politiker († 1868)
- 27. September: Heinrich Arnold Wilhelm Winckler, deutscher Lehrer und Schriftsteller († 1848)

### Viertes Quartal
- 02. Oktober: David Roberts, britischer Maler († 1864)
- 04. Oktober: August Wilhelm Bach, deutscher Komponist und Organist († 1869)
- 06. Oktober: August Abendroth, deutscher Jurist, Kaufmann und Philanthrop († 1867)
- 11. Oktober: August Wilhelm Julius Ahlborn, deutscher Landschaftsmaler († 1857)
- 11. Oktober: Jacob Daniel Burgschmiet, Bildhauer, Erzgießer († 1858)
- 15. Oktober: Carl Wilhelm Traugott von Mayer, deutscher Rechtsanwalt und Mitglied des Sächsischen Landtags († 1864)
- 16. Oktober: Samuel George Andrews, US-amerikanischer Politiker († 1863)
- 16. Oktober: Karl Spindler, deutscher Romanschriftsteller († 1855)
- 17. Oktober: Leopold Kupelwieser, österreichischer Maler († 1862)
- 22. Oktober: Achille Etna Michallon, französischer Landschaftsmaler († 1822)
- 23. Oktober: Stefano Franscini, Schweizer Statistiker und Politiker († 1857)
- 24. Oktober: August von Platen-Hallermünde, deutscher Dichter († 1835)
- 30. Oktober: Friederike von Preußen, preußische Prinzessin und durch Heirat Herzogin von Anhalt-Dessau († 1850)
- 30. Oktober: Johann Jakob Hürlimann, Schweizer Unternehmer und Politiker († 1853)
- 31. Oktober: Ottilie von Goethe, Schwiegertochter von Johann Wolfgang von Goethe († 1872)
- 31. Oktober: Gustav Wilhelm Struckmann, deutscher Jurist und Autor († 1840)
- 03. November: Friedrich Lennig, Dialektdichter († 1838)
- 06. November: George Back, britischer Seefahrer († 1878)
- 18. November: Karl Arnold-Obrist, schweizerischer Bischof († 1862)
- 19. November: Karl Christian Aubel, deutscher Porträtmaler († 1882)
- 21. November: Jean Zuléma Amussat, französischer Arzt und Chirurg († 1856)
- 21. November: Ralph Metcalf, US-amerikanischer Politiker († 1858)
- 22. November: Johann Gottlieb Benjamin Siegert, Arzt und Erfinder des Bitterlikörs Angostura († 1870)
- 22. November: Hans Mathias Velschow, dänischer Historiker († 1862)
- 24. November: Stephan Ludwig Roth, siebenbürgisch-sächsischer Schriftsteller und Politiker († 1849)
- 25. November: Andreas von Ettingshausen, deutscher Mathematiker und Physiker († 1878)
- 25. November: Edward Robinson, US-amerikanischer Politiker († 1857)
- 30. November: Carl Loewe, deutscher Komponist († 1869)
- 01. Dezember: Friedrich Wilhelm Buttel, Baumeister, Oberbaurat und Hofbaumeister († 1869)
- 06. Dezember: Joseph Webber Jackson, US-amerikanischer Politiker († 1854)
- 08. Dezember: Ferdinand Wolf, österreichischer Romanist († 1866)
- 12. Dezember: Philipp Hindermann, Schweizer Lehrer und Dichter in Baseldeutsch († 1884)
- 14. Dezember: Lilburn Boggs, US-amerikanischer Politiker († 1860)
- 15. Dezember: Johann Franz Ahn, deutscher Lehrer († 1865)
- 15. Dezember: Hiram Runnels, US-amerikanischer Politiker († 1857)
- 16. Dezember: Pierre-Ignace Aubry, schweizerischer Politiker († 1878)
- 17. Dezember: Thomas Chandler Haliburton, kanadischer Schriftsteller († 1865)
- 17. Dezember: Adam Schreck, österreichischer Augustiner-Chorherr († 1871)
- 20. Dezember: Simon Meister, deutscher Maler († 1844)
- 22. Dezember: Jared W. Williams, US-amerikanischer Politiker († 1864)
- 24. Dezember: Fernán Caballero, spanische Schriftstellerin († 1877)
- 27. Dezember: Karl Friedrich von Steinmetz, preußischer Generalfeldmarschall († 1877)
- 29. Dezember: Johann Christian Poggendorff, deutscher Physiker († 1877)
- 30. Dezember: Eduard Jakob Wedekin, deutscher Bischof von Hildesheim und Administrator von Osnabrück († 1870)
- 30. Dezember: Nikolaus Wesselényi, ungarischer Politiker und Großgrundbesitzer († 1850)

### Genaues Geburtsdatum unbekannt
- Abdullah bin Abdul Kadir, malaysischer Gelehrter († 1854)
- Friedrich Wilhelm Agthe, deutscher Komponist und Kreuzkantor († 1830)
- Joan Josep Amengual i Reus, spanischer Schriftsteller, Rechtsanwalt und Philologe († 1876)
- Preah Bat Ang Duong, König von Kambodscha († 1860)
- John Munroe, US-amerikanischer Offizier und Politiker († 1861)

## Gestorben

### Januar bis April
- 01. Januar: Alexandre-Théophile Vandermonde, französischer Musiker, Mathematiker und Chemiker (* 1735)
- 05. Januar: Samuel Huntington, Jurist und politischer Führer im Amerikanischen Unabhängigkeitskrieg (* 1731)
- 08. Januar: Jean-Marie Collot d’Herbois, französischer Revolutionär (* um 1750)
- 27. Januar: Karl von Amadei, kaiserlicher General (* 1723)
- 10. Februar: Karl Albert von Lespilliez, Hofbaumeister im Kurfürstentum Bayern (* 1723)
- 18. Februar: Eberhard Gaupp, Schweizer Kaufmann (* 1734)
- 22. Februar: Johann Baptist Ambrosi, deutscher Theologe (* 1741)
- 23. Februar: Jean-Nicolas Stofflet, Anführer der Aufständischen während des Vendée-Aufstands (* 1753)
- 24. Februar: Karl Aloys von Königsegg-Aulendorf, Weihbischof in Köln (* 1726)
- 25. Februar: Lorenz Adam Bartenstein, deutscher evangelischer Geistlicher, Pädagoge und Schulleiter (* 1711)
- 28. Februar: Friedrich Wilhelm Rust, deutscher Komponist (* 1739)
- 29. Februar: François Athanase de Charette de la Contrie, französischer Marineoffizier (* 1763)
- 01. März: Carl Fredrik Adelcrantz, schwedischer Architekt (* 1716)
- 06. März: Guillaume Thomas François Raynal, französischer Schriftsteller (* 1713)
- 07. März: Christoph August Bode, deutscher Hochschullehrer, Philologe und Orientalist (* 1722)
- 07. März: Paulus Chevallier, niederländischer reformierter Theologe (* 1722)
- 08. März: William Chambers, schottischer Architekt (* 1723)
- 12. März: Franz Töpsl, deutscher Theologe (* 1711)
- 24. März: Antonio Caballero y Góngora, spanischer Priester, Kolonialverwalter, Erzbischof von Bogotá und Vizekönig von Neugranada (* 1723)
- 30. März: Auguste Wilhelmine, Herzogin von Pfalz-Zweibrücken (* 1765)
- 02. April: Ulrika Pasch, schwedische Malerin (* 1735)
- 09. April: Friedrich Albrecht, Fürst von Anhalt-Bernburg (* 1735)
- 16. April: Johann Friedrich Doles der Jüngere, deutscher Komponist und Rechtsanwalt (* 1746)
- 23. April: Theodor Gottlieb von Hippel, preußischer Schriftsteller (* 1741)
- 28. April: Angelo Maria Durini, katholischer Kardinal (* 1725)
- 28. April: Josias Ludwig Ernst Püttmann, deutscher Rechtswissenschaftler (* 1730)
- 28. April: Heinrich XXVI. Reuß zu Ebersdorf, deutscher Diplomat und Historiker (* 1725)
- 30. April: Franziska von Corvin-Krasińska, polnisch-sächsische Adelige (* 1742)

### Mai bis August
- 01. Mai: Alexandre Guy Pingré, französischer Astronom (* 1711)

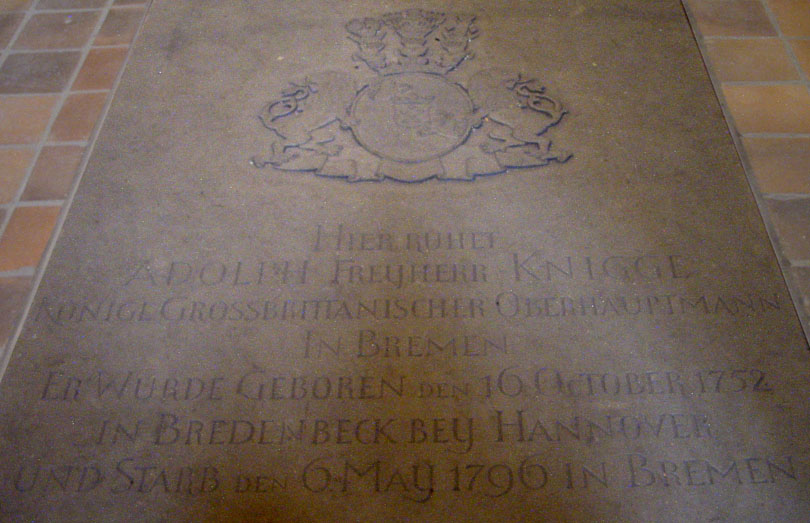
Knigges Grabplatte im Bremer Dom

- 06. Mai: Adolph Knigge, deutscher Schriftsteller und Aufklärer (* 1752)
- 09. Mai: Johann Siegmund Manso, deutscher Lehrer und Rektor (* 1731)
- 12. Mai: Johann Peter Uz, deutscher Dichter (* 1720)
- 19. Mai: Beda Angehrn, Fürstabt von St. Gallen (* 1725)
- 20. Mai: Gustav Friedrich Großmann, deutscher Schauspieler und Schauspieldichter (* 1746)
- 21. Mai: John Butler, britischer Kolonist in Nordamerika (* 1728)
- 28. Mai: Fjodor Grigorjewitsch Orlow, russischer Generalleutnant, Bruder von Grigori Orlow (* 1741)
- 11. Juni: Nathaniel Gorham, US-amerikanischer Politiker (* 1738)
- 16. Juni: Karl Christian Joseph, sächsischer Prinz und kurländischer Herzog (* 1733)
- 21. Juni: George Frost, US-amerikanischer Politiker (* 1720)
- 21. Juni: Richard Gridley, britisch-US-amerikanischer Militäringenieur (* 1710)
- 24. Juni: Joseph Maria, Fürst zu Fürstenberg (* 1758)
- 26. Juni: David Rittenhouse, US-amerikanischer Astronom und Mathematiker (* 1732)
- 30. Juni: Abraham Yates, US-amerikanischer Politiker (* 1724)
- 05. Juli: Daniel Carroll, US-amerikanischer Politiker (* 1730)
- 08. Juli: Adam Naruszewicz, polnischer Dichter (* 1733)
- 15. Juli: Domenico Lorenzo Ponziani, italienischer Schachmeister und Schachtheoretiker (* 1719)
- 20. Juli: John Houstoun, amerikanischer Politiker (* 1744)
- 21. Juli: Philipp Carteret, britischer Seefahrer und Entdecker (* 1733)
- 21. Juli: Robert Burns, schottischer Schriftsteller und Poet (* 1759)
- 29. Juli: Luis de Córdova, spanischer Admiral (* 1706)
- 30. Juli: Nicolas de Pigage, französischer Baumeister (* 1723)
- 02. August: Robert Pigot, britischer Offizier während des Amerikanischen Unabhängigkeitskrieges (* 1720)
- 03. August: Johann Jakob Faesch, Schweizer Offizier in niederländischen Diensten, Kaufmann, Plantagenbesitzer in Suriname und Politiker (* 1732)
- 08. August: Franz Anton Maulbertsch, österreichischer Barockmaler (* 1724)
- 09. August: Franz Philipp Adolph Schouwärt, deutscher Theaterschauspieler (* 1757)
- 21. August: John McKinly, US-amerikanischer Politiker (* 1721)
- 24. August: Maria Elisabeth Ziesenis, deutsche Malerin (* 1744)
- 29. August: Johann Karl Volborth, deutscher lutherischer Theologe (* 1748)
- 30. August: Henry Marchant, US-amerikanischer Politiker (* 1741)

### September bis Dezember
- 21. September: François Séverin Marceau, französischer General (* 1769)
- 22. September: Franz Joseph Bergmüller, deutscher Kunstschreiner (* 1733)
- 01. Oktober: Johann Philipp Jakob von Horn-Goldschmidt, Generalvikar in Köln (* 1724)
- 16. Oktober: Viktor Amadeus III., König von Sardinien-Piemont und Herzog von Savoyen (* 1726)
- 18. Oktober: Nathan Brownson, US-amerikanischer Politiker (* 1742)
- 02. November: Domenico Pozzi, Tessiner Maler (* 1745)
- 14. November: Franz Xaver Wolfgang von Orsini-Rosenberg, österreichischer Diplomat (* 1723)

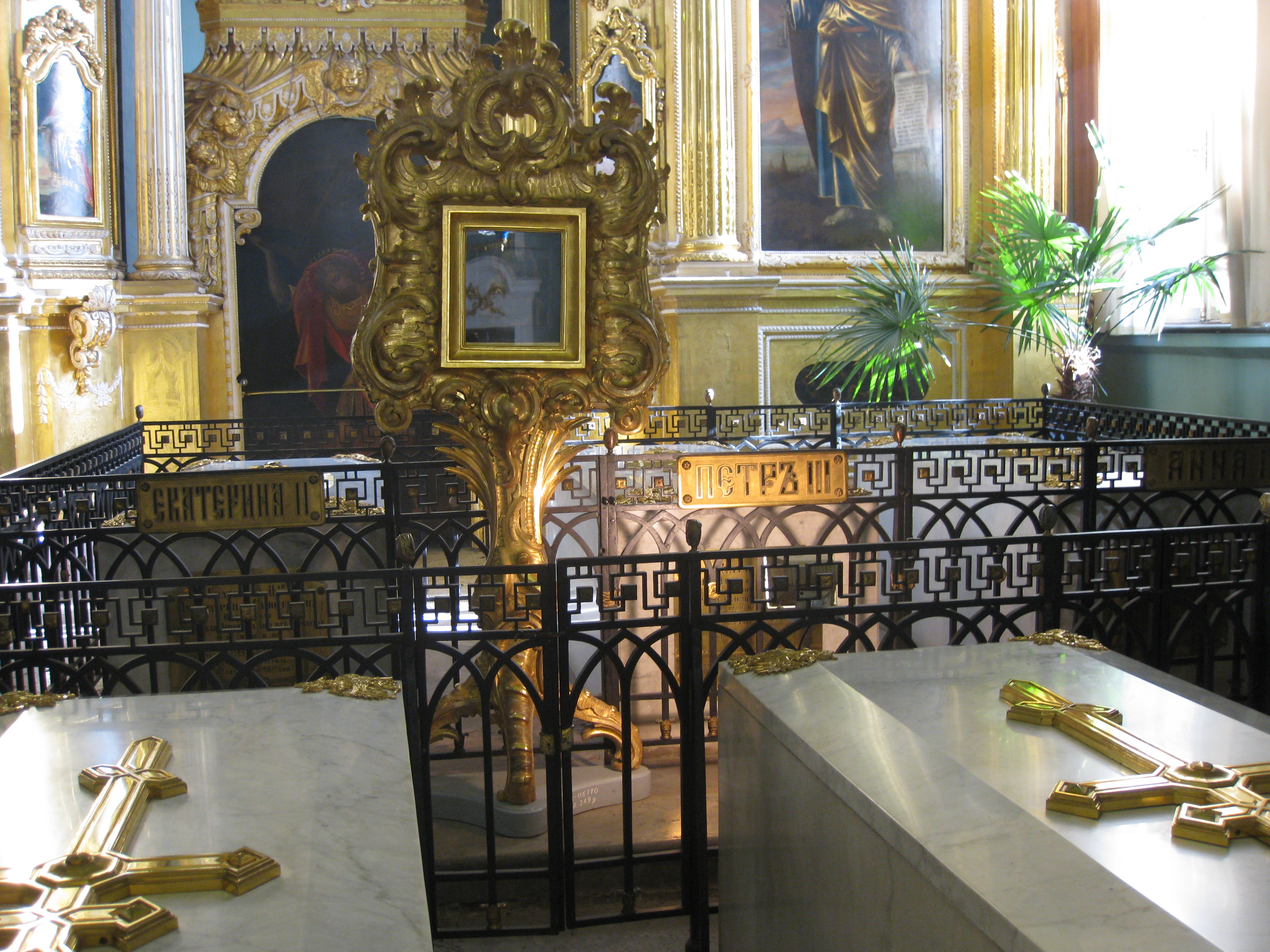
Katharinas Sarkophag in der Peter-und-Paul-Kathedrale Sankt Petersburg

- 17. November: Katharina II., die Große, Kaiserin von Russland und Herrin von Jever (* 1729)
- 17. November: Johann Gottfried Sammet, deutscher Jurist und Hochschullehrer (* 1719)
- 19. November: Friedrich Moritz von Nostitz-Rieneck, österreichischer Feldmarschall und Hofkriegsratspräsident (* 1728)
- 21. November: Angelo Soliman, afroösterreichischer Sklave, Kammerdiener, Prinzenerzieher von Erbprinz Alois I. von Liechtenstein und Freimaurer (* 1721)
- 02. Dezember: Jean Charles Abbatucci, französischer General (* 1771)
- 15. Dezember: Anthony Wayne, US-amerikanischer General (* 1745)
- 19. Dezember: Pjotr Alexandrowitsch Rumjanzew-Sadunaiski, russischer Feldmarschall (* 1725)
- 20. Dezember: Johann Georg Krünitz, deutscher Lexikograph und Enzyklopädist (* 1728)
- 28. Dezember: Friedrich Ludwig Karl von Preußen, preußischer Prinz (* 1773)
- 30. Dezember: Jean-Baptiste Lemoyne, französischer Komponist (* 1751)

### Genaues Todesdatum unbekannt
- Detlev von Ahlefeldt, dänischer Kammerherr und Landrat (* 1747)
- Caterina Gabrielli, italienische Opernsängerin (* 1730)
- Joseph Kaffka, deutscher Geiger und Komponist (* 1730)